# Anuga canescens
Anuga canescens là một loài bướm đêm trong họ Noctuidae.